# Demeijerea brachialis
Demeijerea brachialis е вид насекомо от разред Двукрили (Diptera), семейство Хирономидни (Chironomidae). Няма подвидове.